# Maruca fuscalis
Maruca fuscalis là một loài bướm đêm trong họ Crambidae.